# Investitions- und Strukturbank Rheinland-Pfalz
Die Investitions- und Strukturbank Rheinland-Pfalz (ISB) ist die Förderbank des Bundeslandes Rheinland-Pfalz mit Sitz in Mainz. Am 1. Januar 2012 wechselte die Unternehmensform von einer GmbH zu einer Anstalt des öffentlichen Rechts.

## Geschichte

Investitions- und Strukturbank Rheinland-Pfalz (ISB) GmbH (1993–2011)

Als erstes Bundesland trennte sich 1993 Rheinland-Pfalz von den Anteilen an seiner Landesbank, der LRP Landesbank Rheinland-Pfalz, und gründete mit dem Geld das Landesförderinstitut „Investitions- und Strukturbank Rheinland-Pfalz (ISB) GmbH“. Die Initiative hierzu ergriff der damalige Landeswirtschaftsminister Rainer Brüderle. Die Landesregierung von Rheinland-Pfalz beschloss 2011, die beiden bisherigen Landesförderinstitute, die Landestreuhandbank Rheinland-Pfalz (LTH) und die ursprüngliche ISB, welche eine GmbH war, zum 1. Januar 2012 zu einer Anstalt des öffentlichen Rechts zusammenzulegen.

## Aufgaben
Die ISB setzt als Förderbank des Landes Rheinland-Pfalz Programme der Wirtschafts-, Wohnraum- und Infrastrukturförderung um. Außerdem übernahm sie in Folge der Corona-Pandemie sowie der Flutkatastrophe im Juli 2021 die Umsetzung von Hilfsprogrammen zur Unterstützung der Betroffenen.
Im Rahmen der Wirtschaftsförderung unterstützt die ISB kleine und mittlere Unternehmen mit zinsgünstigen Darlehen, Zuschüssen, Bürgschaften und Garantien. Außerdem ist die ISB über verschiedene Tochtergesellschaften die größte Eigenkapitalgeberin für innovative Unternehmen in frühen Wachstumsphasen in Rheinland-Pfalz und unterstützt Unternehmen auf der Suche nach Gewerbeflächen. Die ISB kooperiert wettbewerbsneutral mit anderen Kreditinstituten und bezieht neben Landesmitteln auch Mittel des Bundes sowie der EU ein.
Weiterer Schwerpunkt der ISB ist die Wohnraumförderung. Sie unterstützt den Bau, den Kauf sowie die Modernisierung von bezahlbarem Wohnraum in Rheinland-Pfalz mit Darlehen und Tilgungszuschüssen.
Zudem unterstützt die ISB rheinland-pfälzische Kommunen bei der Finanzierung vielfältiger Infrastrukturmaßnahmen.

## Zielgruppen
Zu den Zielgruppen zählen neben den kleinen und mittleren Unternehmen und Existenzgründer. Darüber hinaus wendet sich die ISB mit ihren Leistungen im Bereich der Wohnraumförderung an Privatpersonen sowie Wohnungsbaugesellschaften.

## Sitz
Ihren Hauptsitz hat die ISB in der Holzhofstraße 4 direkt gegenüber dem Bahnhof Römisches Theater. Weitere Büroflächen hat die ISB im Business Campus Mainz (BCM) in der Wilhelm-Theodor-Römheld-Straße in Mainz-Weisenau angemietet.

## Vorstand
Bis 2009 war Hans-Joachim Metternich Sprecher der Geschäftsführung der ehemaligen ISB GmbH und Ulrich Dexheimer Geschäftsführer. Nach dem Weggang Metternichs wurde Ulrich Dexheimer Sprecher der Geschäftsführung und Dr. Ulrich Link zum Geschäftsführer ernannt. Vom 1. Januar 2012 bis zum 31. Oktober 2015 hatte die ISB AöR drei Vorstandsmitglieder: Ulrich Dexheimer (Sprecher des Vorstandes), Dr. Ulrich Link und Jakob Schmid. Nach dem Ausscheiden von Jakob Schmid in den Ruhestand besteht der Vorstand der ISB aus zwei Personen. Im Oktober 2023 erweiterte Sandra Baumbach als neues Mitglied den Vorstand, bis Vorstandssprecher Ulrich Dexheimer zum 31. März 2024 in den Ruhestand verabschiedet wurde. Die ISB agiert seitdem wieder mit einem Zweiervorstand (Dr. Ulrich Link als Sprecher).

## Bilanzsummen
- 2023: 10,4 Mrd. EUR
- 2022: 9,9 Mrd. EUR
- 2021: 9,8 Mrd. EUR
- 2020: 9,3 Mrd. EUR
- 2019: 8,3 Mrd. EUR
- 2018: 8,33 Mrd. EUR
- 2017: 9,18 Mrd. EUR
- 2016: 10,18 Mrd. EUR
- 2015: 10,12 Mrd. EUR
- 2014: 10,29 Mrd. EUR
- 2013: 10,02 Mrd. EUR
- 2012: 10,59 Mrd. EUR
- 2011: 10,49 Mrd. EUR
- 2010: 10,34 Mrd. EUR
- 2009:  8,51 Mrd. EUR
- 2008:  7,27 Mrd. EUR
- 2006:  3,22 Mrd. EUR